# Cibo Matto
Cibo Matto is een Japanse groep die opgericht is in 1994. In het triphop genre zijn ze reeds bekend maar in Europa heeft Cibo Matto nog niet veel potten gebroken. Hun succes in andere landen komt voornamelijk door de populaire horror serie; Buffy the Vampire Slayer. In episode 2.1 ("When She Was Bad") zijn ze te zien op het podium van de Bronze met de nummers "Spoon" en "Sugar Water". Het nummer "Sugar Water" werd gebruikt als soundtrack tijdens de scène waarin Buffy en Xander dansen. Cibo Matto wordt ook vermeld tijdens de serie en in sommige afleveringen zijn ook posters te zien van de band.

## Biografie
De band Cibo Matto bestaat uit twee dames; Miho Hatori en Yuka Honda.
Miho is de vocaliste van Cibo Matto. Ze is opgegroeid in Tokio, maar is ondertussen naar New York verhuisd. Miho en Yuka hebben elkaar leren kennen toen ze beiden in de punk groep “the sugar-fueled, Boredoms-inspired Leitoh Lychee” speelden. Uiteindelijk hebben ze besloten om dromerige pop liedjes te gaan spelen en zo is Cibo Matto ontstaan. Niet alleen deze twee dames zorgen voor de muziek maar ook Sean Lennon, zoon van John Lennon. Miho heeft ook enkele nummers ingezongen op albums van Beastie Boys en Gorillaz (als Noodle). Het nummer "Sugar Water" is dan geremixt door de Beastie Boys.

## Discografie
Albums

- 1996: Viva! La Woman
- 1999: Stereo Type A
- 2007: Pom Pom: The Essential (verzamel)
- 2014: Hotel Valentine

Ep's

- 1995: Cibo Matto (1995)
- 1997: Super Relax (1997)